# Marka (miasto)

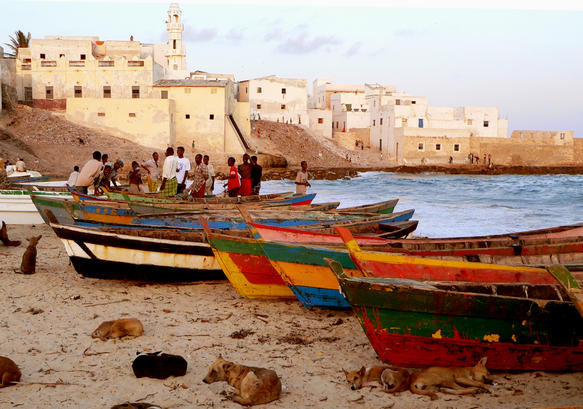
Łodzie na plaży w Marka

Marka – miasto w Somalii, położone nad Oceanem Indyjskim. W odległości około 110 km na południowy zachód od Mogadiszu.
Liczba mieszkańców w 2014 roku wynosiła ok. 230 tys. natomiast cała aglomeracja miejska liczy ok. 794 tys. według danych z 2024 roku.
W mieście rozwinął się przemysł spożywczy oraz włókienniczy.